# Synagoge (Saint-Dié-des-Vosges)

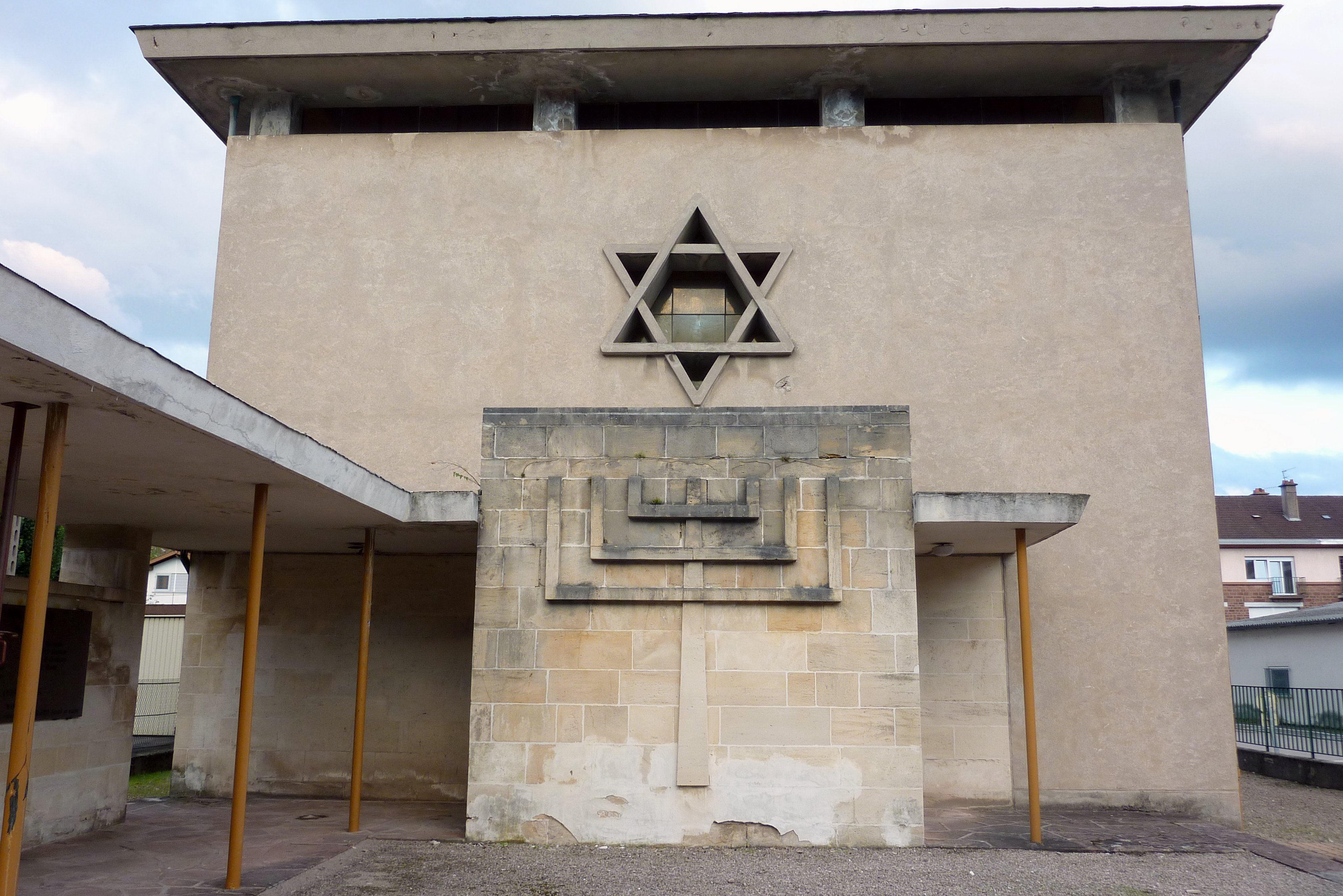
Synagoge in Saint-Dié-des-Vosges

Die Synagoge in Saint-Dié-des-Vosges, einer französischen Stadt im Département Vosges in der Region Grand Est, wurde 1963 erbaut. Die Synagoge befindet sich in der Rue de l’Évêché. Sie ersetzt die 1944 zerstörte alte Synagoge, die 1862 erbaut worden war.